# Альтена (замок, Северный Рейн-Вестфалия)
Альтена (нем. Burg Altena) — замок на горном отроге (между рекой Ленне и её притоком Нетте) в городе Альтена района Меркиш в земле Северный Рейн-Вестфалия (Германия).

## История

### Ранний период
К 1108 году император Генрих V наградил за верную службу братьев Адольфа и Эверхарда фон Бергов участком земли в Зауэрланде. Братья возвели на горе Вульфсек каменный замок, который первоначально назывался Вульфсхаген. Позднее за ним закрепилось имя Альтена. Это одна из наиболее популярных версий об основании графства Альтена и строительстве замка. Документальных подтверждений не обнаружено.
После приобретения в 1198 году земель возле современного Хамма графы Альтена перенесли туда свою главную резиденцию, для чего построили замок Марка. Впоследствии представители рода именовали себя графы фон дер Марк. Замок Альтена на некоторое время утратил прежнее значение. Но с 1392 года он вновь был объявлен официальным местом пребывания графов.
Граф Энгельберт III фон дер Марк 20 декабря 1367 года предоставил небольшому поселению у подножия горы Вульфсек ряд прав. В том числе право на местное самоуправление и беспошлинную торговлю. Так возник город Альтена.
В 1455 году замок Альтена пострадал из-за сильного пожара. Впоследствии крепость была восстановлена и перестроена.

### Новое время

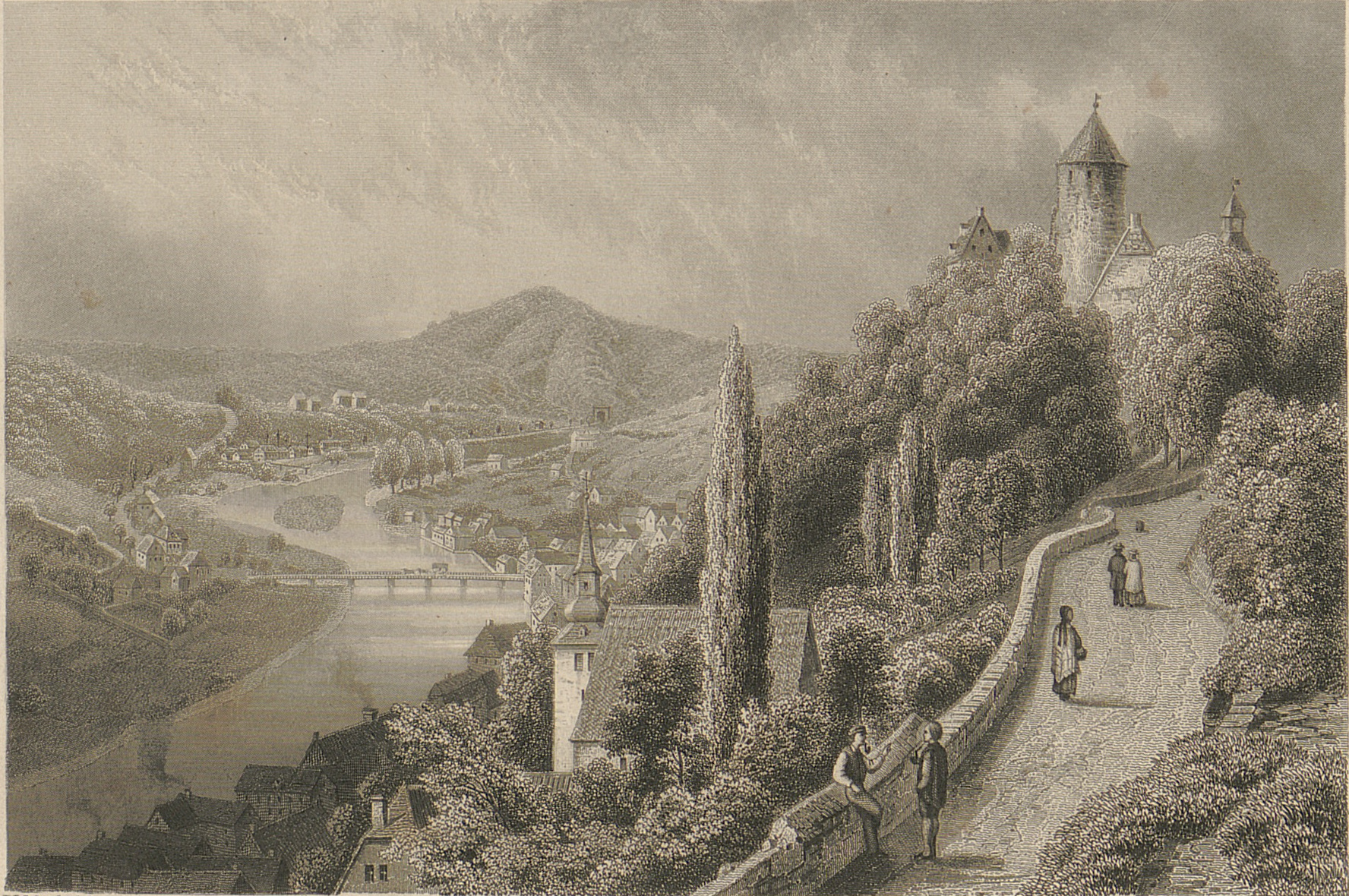
Вида замка Альтена в середине XIX века

После перехода окрестных земель в XVII веке в собственность Прусского герцогства в замке размещался прусский гарнизон. В 1771 году замок, как не имеющий военного значения, частично был продан властям города Альтена для обустройства там жилья для бедняков и рабочих. Кроме того, с 1766 по 1811 год здесь находился окружной уголовный суд и тюрьма.
В 1834 году прусский обер-президент Людвиг фон Винке выступил инициатором восстановления обветшавших стен и башен замка Альтена. В 1835 году главный строительного инспектор королевства утвердил план реконструкции. Однако из-за трудностей с финансированием работы так и не начались. В 1856 году под руководством Арнольда Людвига фон Хольтцбринка в крепости размещается больница Ордена Святого Иоанна. Это учреждение функционировало до 1906 года.

### XX век
Весной 1906 года по инициативе окружного администратора Фрица Томее был основан фонд Märkische Burgverein, которому предстояло восстановить замок до предстоящего в 1909 году празднования 300-летия присоединения округа к Пруссии. Работы затянулись. Только около 1914 года замок был отремонтирован в соответствии с планами архитектора Георга Френтцена. При этом не удалось восстановить форбург и часть зданий в нижней части замка. Кроме того, местная администрация и архитектор вступили в конфликт как именно должен выглядеть восстановленный замок: средневековым или более поздних эпох (например на тот период, когда и произошло объединение с Пруссией). Последние реставрационные работы в замке производились в 1918 году.
Ещё в 1914 году Рихард Ширрманн основал в замке первое в мире постоянное молодёжное общежитие. Теперь в этих помещениях находится музей. Молодёжный хостел располагается в крепости и поныне. В настоящее время им управляет Немецкая ассоциация молодёжных хостелов (DJH). Здания гостиницы ещё с 1934 года расположены в нижнем дворе.
Замок стал собственностью Альтенского района в 1943 году.

### XXI век
Сегодня замок является главной достопримечательностью города Альтена. Местные власти стараются привлечь с помощью различных мероприятий в замке как можно больше туристов. В частности каждый год в первые выходные августа в Альтене проводится большой средневековый фестиваль. Кроме того в замке размещается ресторан.
К концу апреля 2014 года построен подъёмник для быстрого доступа в замок из города.
Компания Märkischer Kreis, владеющая замком, не прекращает работы по реставрации зданий, стен и башен.

## Музеи замка
В замке Альтена расположено несколько музеев и выставочных залов, которые открыты для посещения круглый год. В частности здесь находятся
- Музей графства Марк;
- Музей молодёжи мира;
- Музей кузнечного дела.

«Общество друзей замка Альтена» издаёт журнал Der Märker.

## Галерея

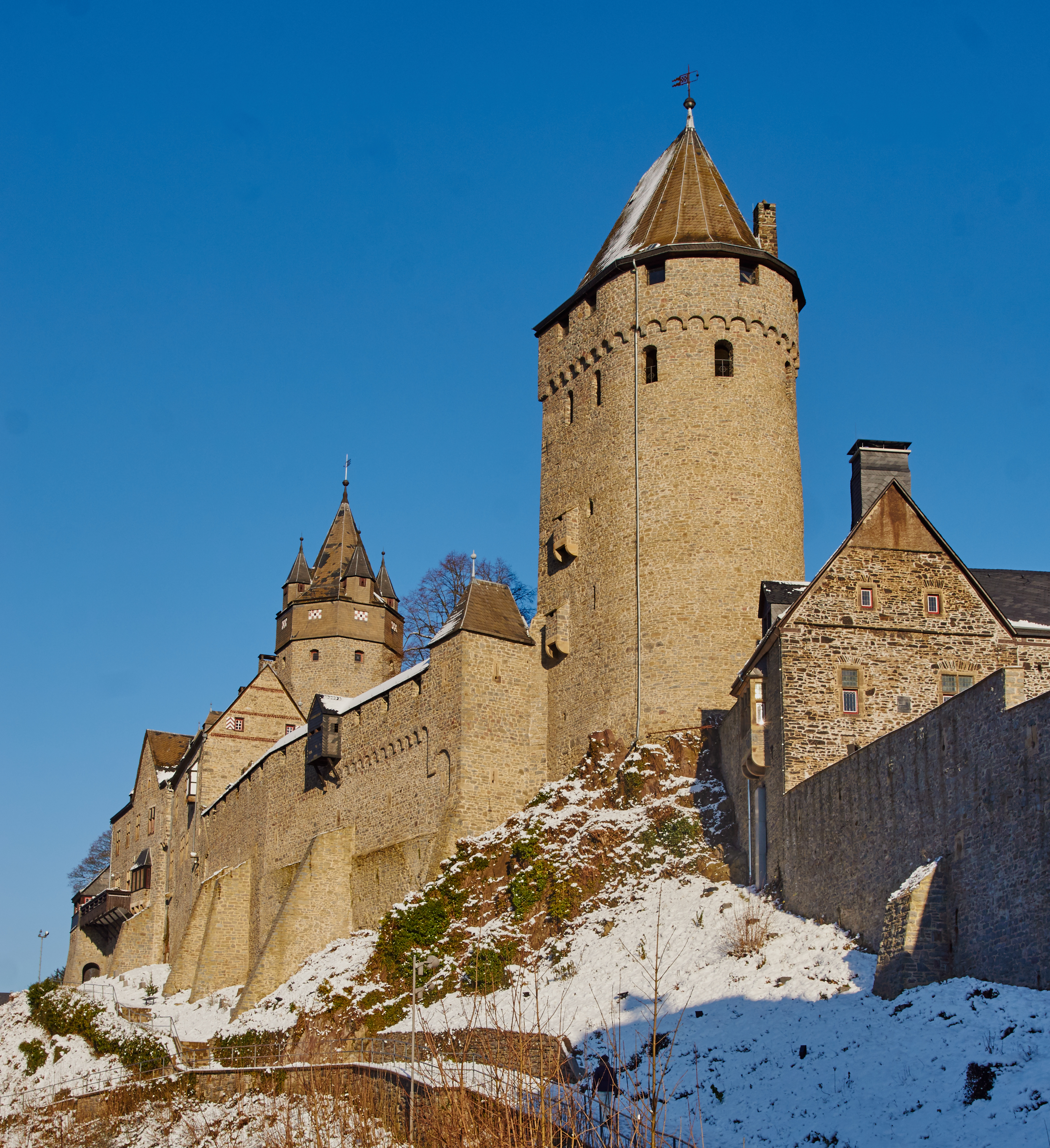
Вид главных башен замка зимой
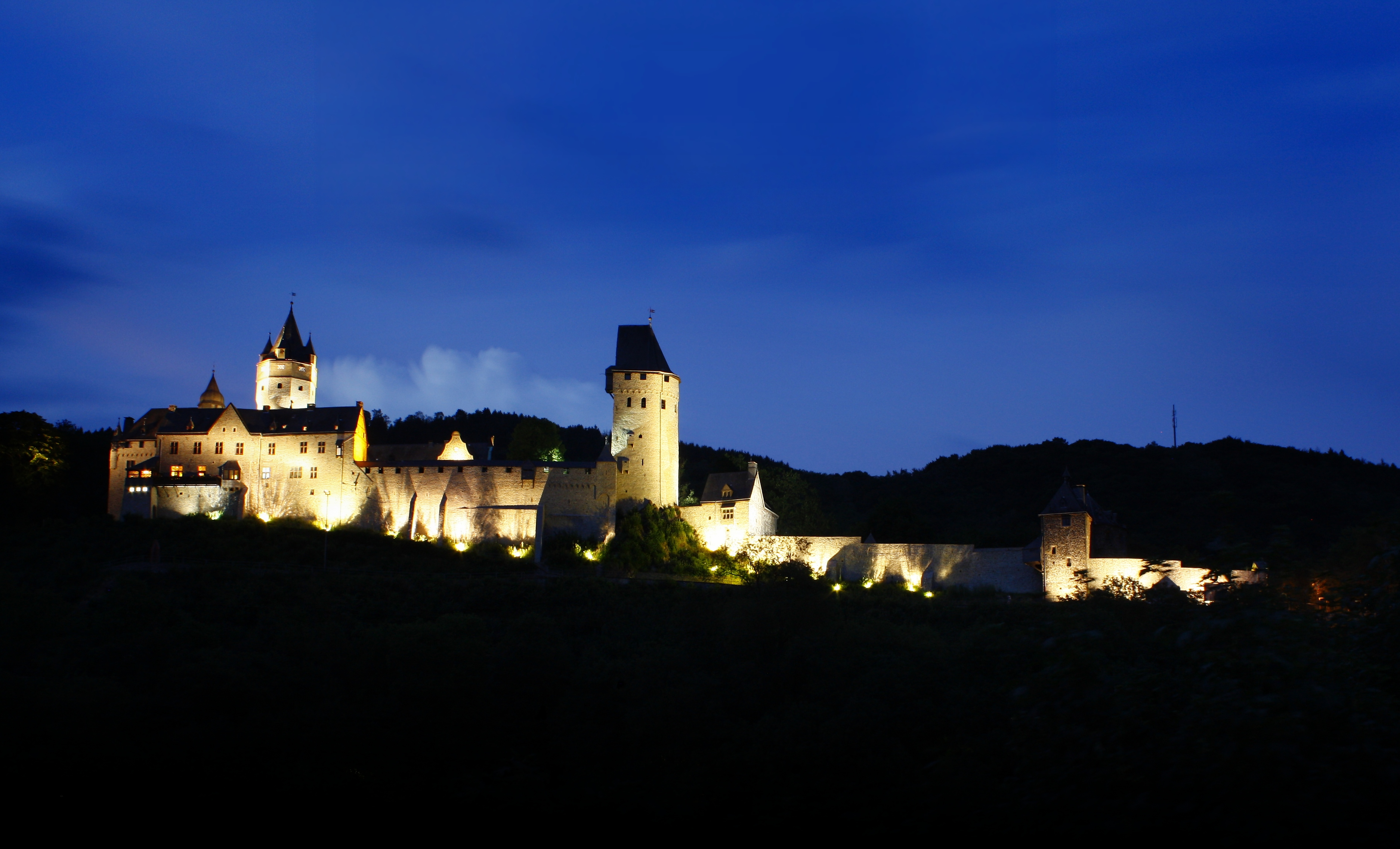
Ночная подсветка замка
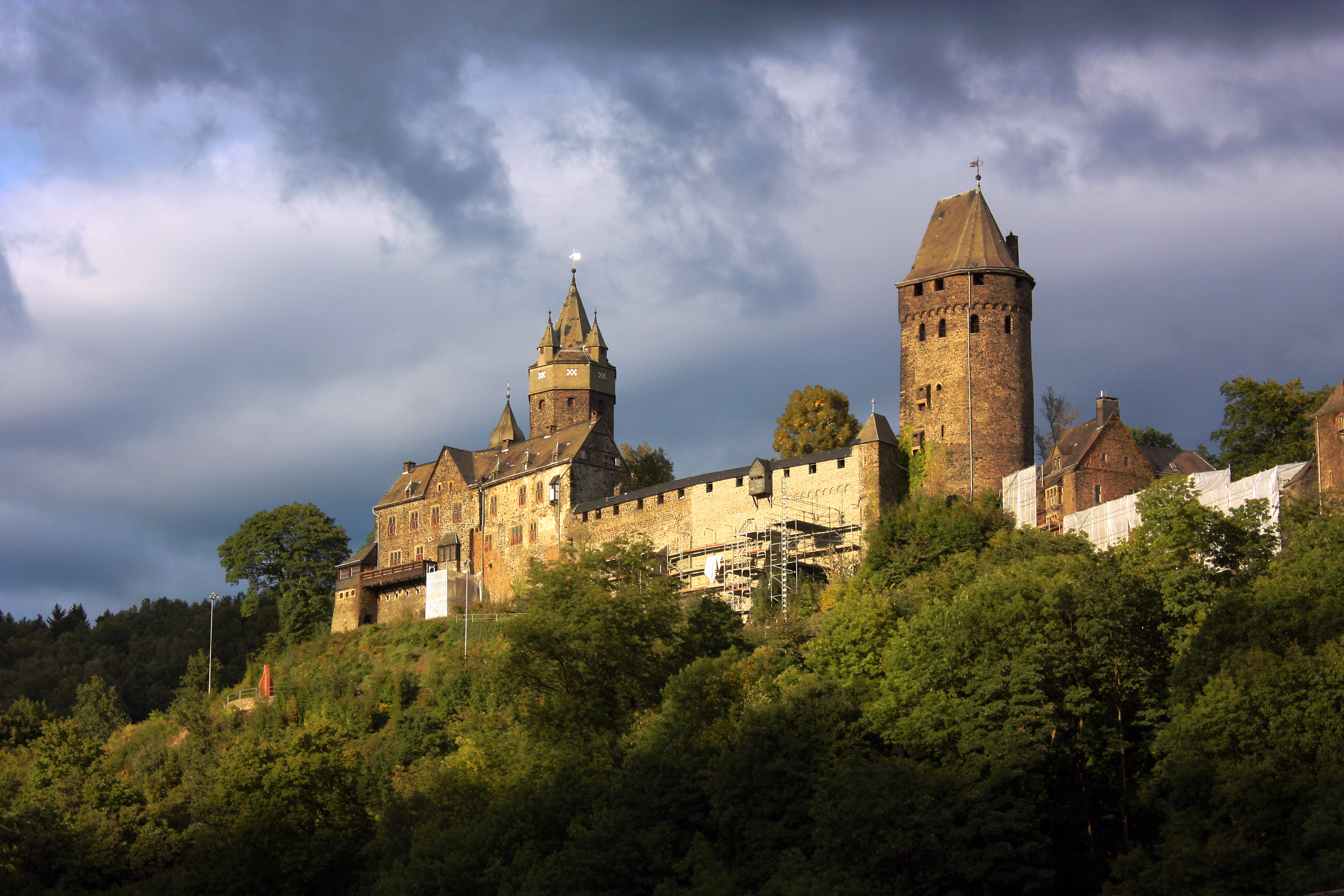
Вид замка со стороны города Альтена
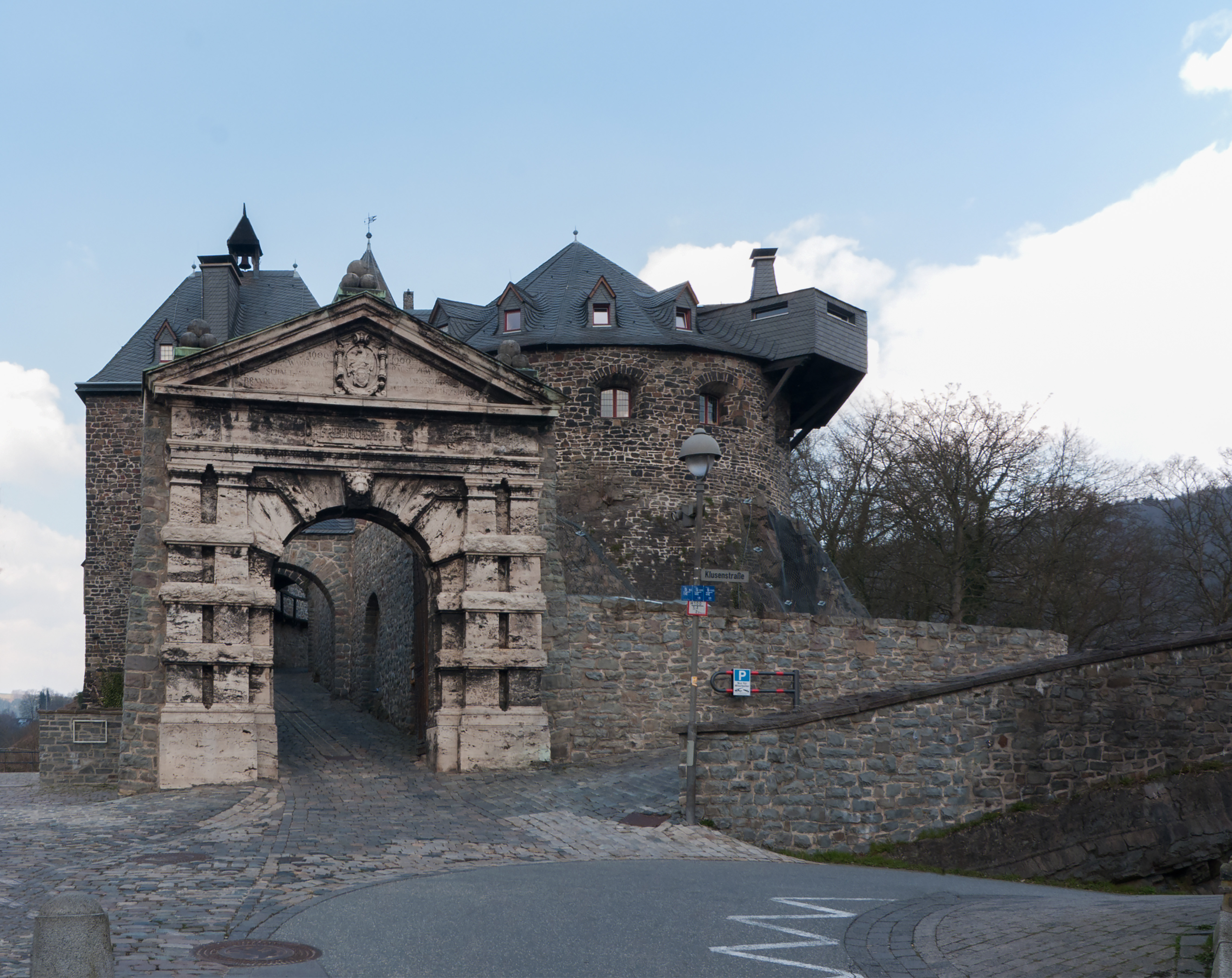
Ворота ведущие в замок
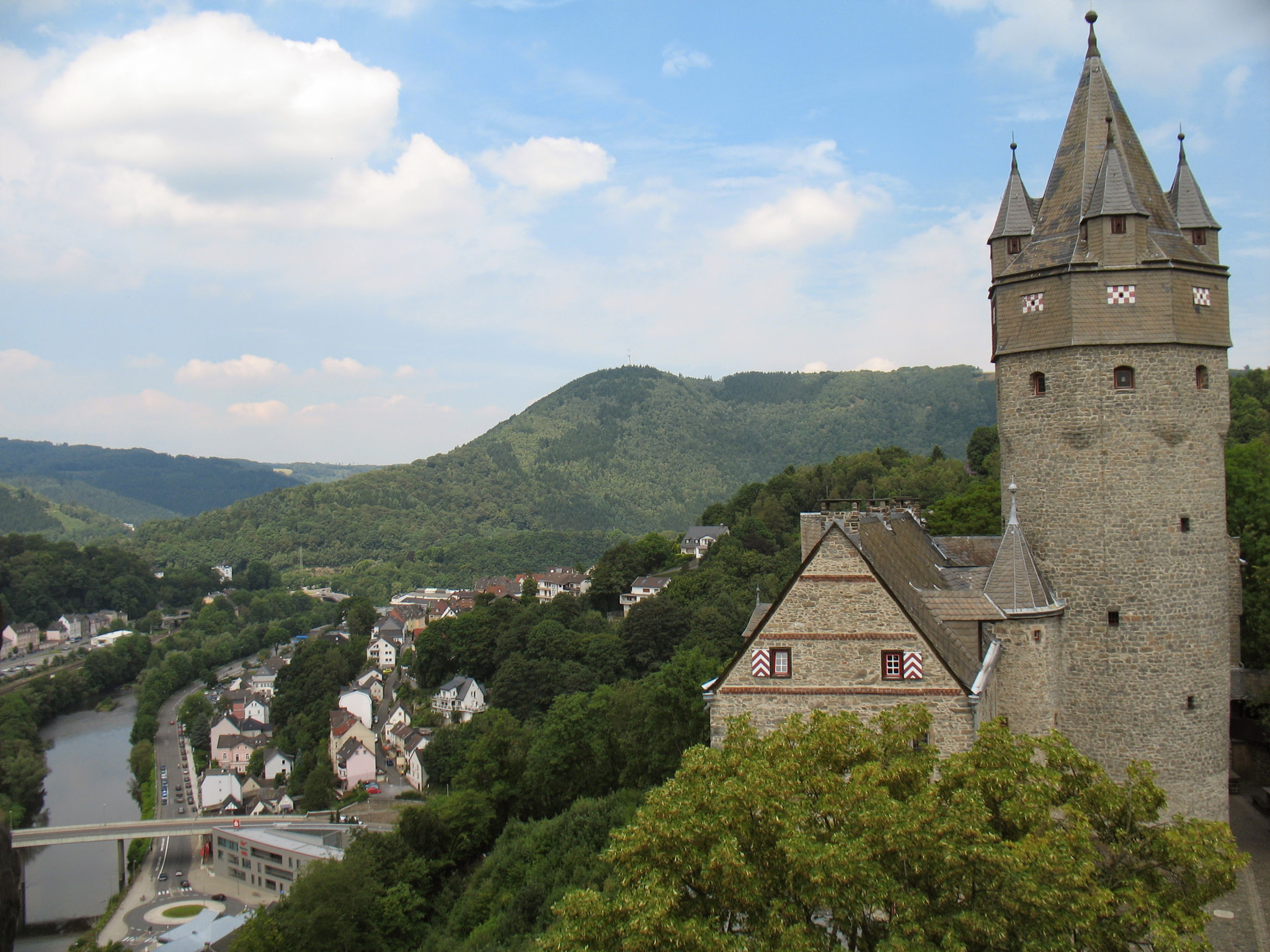
Башня замка, долина реки и лежащий внизу город